# RS-403
Pour les articles homonymes, voir Route 403.

La RS-403 est une route locale du Centre-Est de l'État du Rio Grande do Sul qui relie la municipalité de Rio Pardo à celle de Cachoeira do Sul. Elle dessert ces deux seules communes et est longue de 63 km. Elle n'est pas totalement asphaltée.